# Ineta Radēviča
Ineta Radēviča (Krāslava, 13 juli 1981) is een voormalige Letse atlete, die zich had toegelegd op verspringen en hink-stap-springen. Zij nam tweemaal deel aan de Olympische Spelen, maar veroverde bij die gelegenheden geen medailles. In 2010 boekte zij haar grootste triomf door in Barcelona Europees kampioene verspringen te worden.

## Biografie

### Eerste successen
Radēviča won een bronzen medaille op de Europese kampioenschappen 2003 onder 23 jaar. Ze won ook twee NCAA-kampioenschappen in de periode, dat zij aan de universiteit van Nebraska studeerde en voor deze universiteit uitkwam. Op de Olympische Spelen van Athene in 2004 werd ze dertiende op het hink-stap-springen en twintigste op het verspringen.
In 2006 werd Radēviča bij het verspringen vijfde op de wereldindoorkampioenschappen en een jaar later achtste op de Europese indoorkampioenschappen.

### Europees kampioene
Op 28 juli 2010 werd Ineta Radēviča Europees kampioene in het Spaanse Barcelona op het onderdeel verspringen voor vrouwen, met een sprong van 6,92 m. Dit was tevens een persoonlijk record en een nationaal record van Letland.
Op de Olympische Spelen van 2012 in Londen drong ze door tot de finale. Met een beste poging van 6,88 eindigde ze daar net buiten de medailles op een vierde plaats. De wedstrijd werd gewonnen door de Amerikaanse Brittney Reese, die tot 7,12 kwam.

### Einde atletiekloopbaan
Aan het eind van 2012, toen zij voor de derde maal in haar loopbaan tot sportvrouw van Letland werd uitgeroepen, maakte Ineta Radēviča bekend dat zij een punt zette achter haar atletiekloopbaan.

### Privé
Radēviča is getrouwd met de Russische ijshockey-speler Petr Schastliviy en werd getraind door voormalig meervoudig Europees kampioen en Europees recordhouder verspringen Igor Ter-Ovanesjan.

### Trivia
Ineta Radēviča kreeg bekendheid, toen ze naakt in de Playboy stond, voorafgaand aan de Olympische Spelen in 2004.

## Titels
- Europees kampioene verspringen - 2010
- NCAA-kampioene hink-stap-springen - 2003
- NCAA-indoorkampioene hink-stap-springen - 2004
- Lets kampioene verspringen - 2000, 2005, 2006
- Lets kampioene hink-stap-springen - 2001

## Persoonlijke records
Outdoor
| Onderdeel          | Prestatie          | Datum            | Plaats    |
| ------------------ | ------------------ | ---------------- | --------- |
| verspringen        | 6,92 m (nat. rec.) | 28 juli 2010     | Barcelona |
| hink-stap-springen | 14,12 m            | 21 augustus 2004 | Athene    |

Indoor
| Onderdeel          | Prestatie | Datum           | Plaats     |
| ------------------ | --------- | --------------- | ---------- |
| verspringen        | 6,67 m    | 2 maart 2007    | Birmingham |
| hink-stap-springen | 13,89 m   | 27 januari 2010 | Moskou     |

## Palmares

### verspringen
Kampioenschappen
- 2000: 7e in kwal. WJK - 5,93 m
- 2001:  EK U23 - 6,70 m
- 2003:  Europacup C in Århus - 6,45 m
- 2004: 10e in kwal. WK indoor - 6,37 m
- 2004: 9e in kwal. OS - 6,53 m
- 2005: 5e EK indoor - 6,58 m
- 2005:  Europacup C in Tallinn - 6,80 m
- 2005: 11e in kwal. WK - 6,18 m
- 2006: 5e WK indoor - 6,54 m
- 2006: 4e Europacup A - 6,22 m
- 2007: 8e EK indoor - 6,40 m
- 2008: 6e WK indoor - 6,54 m
- 2010:  EK - 6,92 m
- 2010: 4e IAAF/VTB Bank Continental Cup - 6,55 m
- 2011:  WK - 6,76 m
- 2012: 6e EK - 6,55 m
- 2012: 4e OS - 6,88 m

Diamond League-podiumplekken
- 2011:  Weltklasse Zürich – 6,61 m

### hink-stap-springen
- 2011: 12e in kwal. EK indoor - 13,89 m
- 2003:  Europacup C in Århus - 13,70 m
- 2003:  EK U23 - 14,04 m
- 2004: 12e in kwal. OS - 14,12 m

## Onderscheidingen
- Lets Sportvrouw van het jaar - 2010, 2011, 2012

- World Athletics: 14290066
- Nationale Bibliotheek van Letland: 000254341
- Virtual International Authority File: 3470151898618024190007